# Bad Hersfelder Festspiele

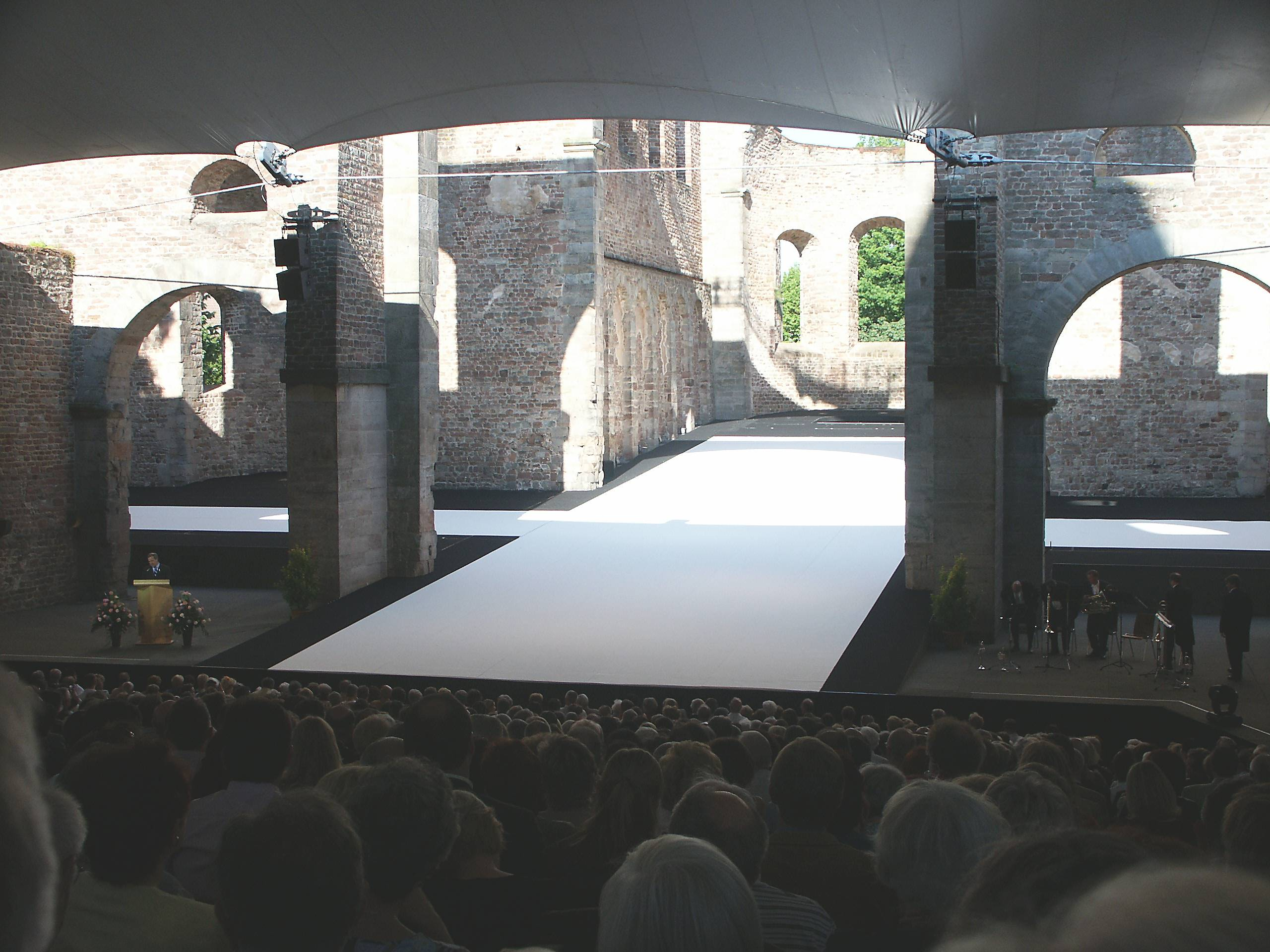
Il palco del festival tra le rovine dell'abbazia

I Bad Hersfelder Festspiele è un festival teatrale tedesco che si svolge annualmente in estate a Bad Hersfeld, Assia. La prima edizione del festival risale al 1951. La città è diventata nel tempo nota come la Salisburgo del Nord.

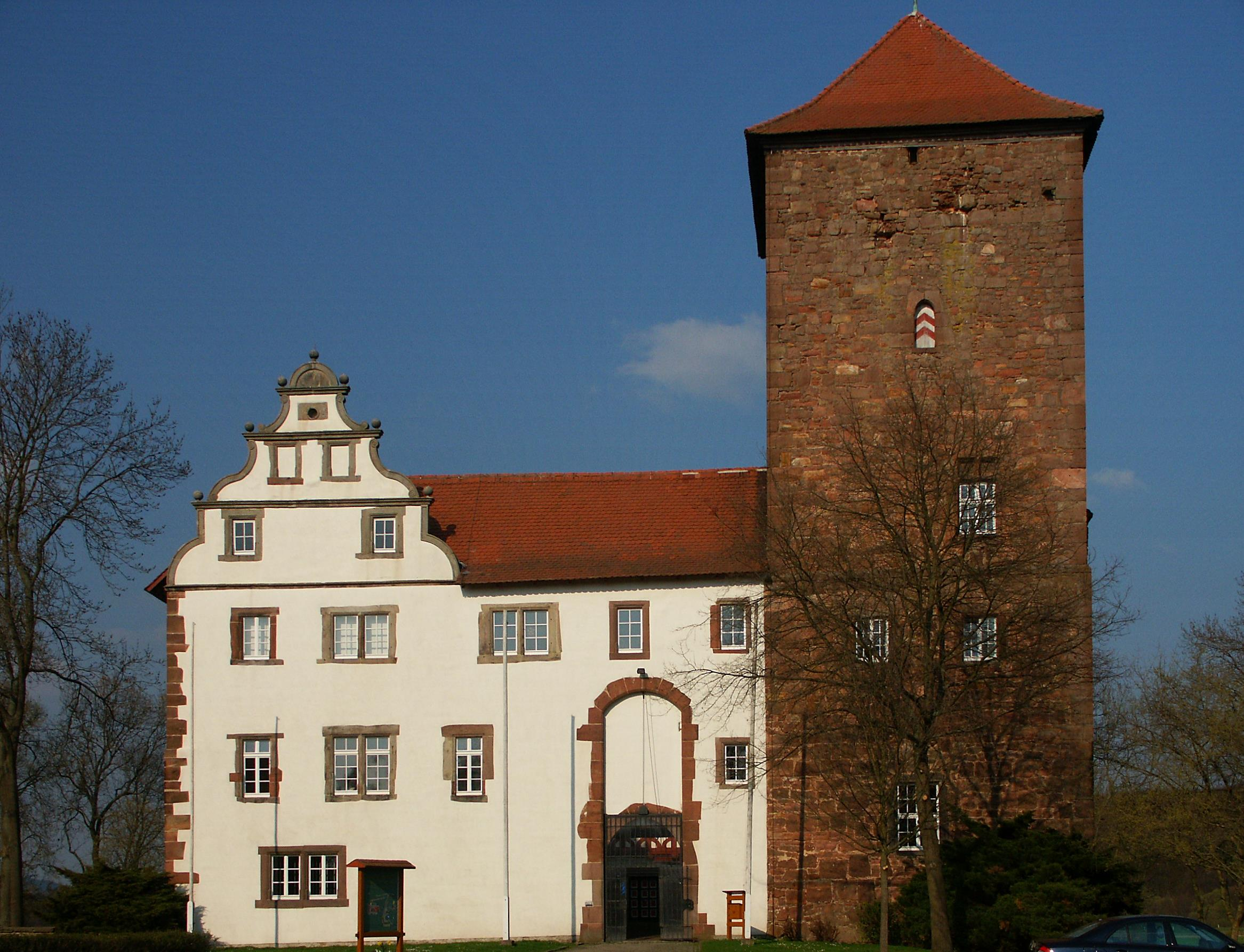
Castello di Eichhof a Bad Hersfeld, vista frontale

## Il festival
Su di un palco di 1.400 m² nella Stiftsruine Bad Hersfeld  vengono presentati al pubblico spettacoli musicali e teatrali. La sala, l'auditorium di un vecchio monastero dismesso può contenere fino a 1.636 spettator e si adatta ad ogni condizione climatica.. Inoltre, il programma include sempre uno spettacolo comico nel cortile del castello di Eichhof.
Il vincitore del festival viene insignito del premio Hersfeld-Preis. Il vincitore riceve un anello donato da aziende locali in cui è rappresentato il Schwurhand di Carlo Magno sullo sfondo delle rovine dell'abbazia.